# Среднестоговская культура

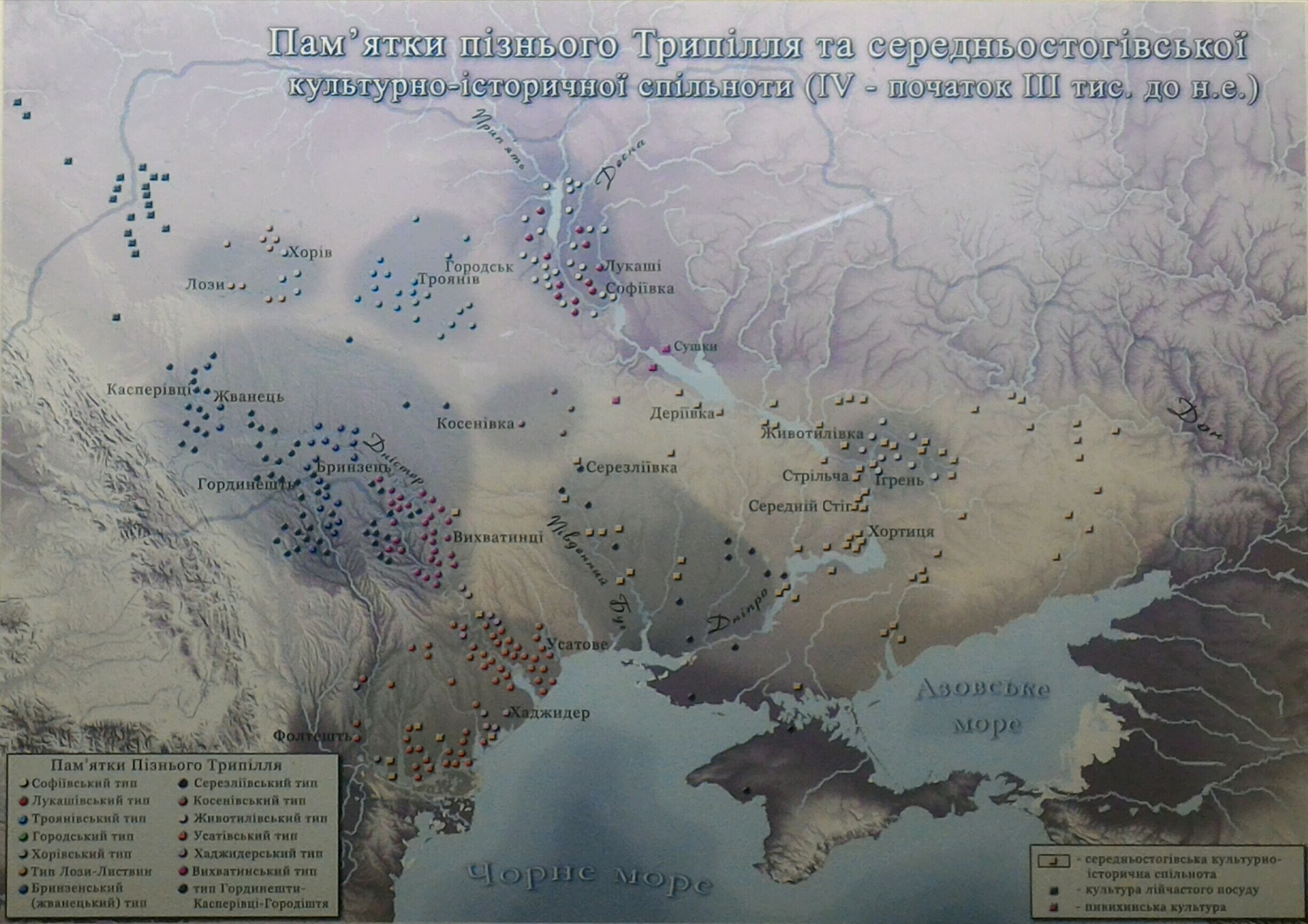
Памятники культуры

Среднесто́говская культу́ра (укр. Середньостогівська культура, Среднестоговский археологический культурный комплекс, Среднестоговский культурный горизонт) — археологическая культура эпохи энеолита. Находки культуры встречаются на обширной территории в степях Причерноморья, начиная от реки Днепр, верхнего течения реки Донец, низовий реки Дон и Азовского моря на востоке и до дельты Дуная на западе. Названо от раскопанного поселения, получившего название Средний Стог.
Среди других поселений — Молюхов Бугор, Александрия, Дереивка и др. Исследованы около 10 могильников (Александрийский, Игренский и др.), где обнаружены единичные захоронения с обрядом трупоположения на спине с подогнутыми ногами, часто окрашенные красной охрой. Среди вещей сопровождения — большие кремнёвые ножи, наконечники к копьям, украшения из меди, реже — глиняная посуда. На Дереивском поселении обнаружено два прямоугольных жилья и хозяйственная постройка. Среди вещей — высокогорлые остродонные сосуды, украшенные гребенчатым, шнуровым и другими орнаментами, боевые молоты из рога оленя, тесла, мотыги, псалии (предположительно), мелкие кремнёвые изделия, глиняные статуэтки человека, фигурки кабана, рыбы и т. д.
В развитии культуры выделяется два основных периода: ранний — дошнуровой, и поздний — шнуровой или дереивский. Основным занятием племён среднестоговской культуры было скотоводство, в том числе, вероятно, ранние формы коневодства.

## Название
В 1927 году А. В. Добровольский в рамках комплексной экспедиции Днепростроя обнаружил поселение IV тыс. до н. э.. Это поселение дало название культуре. Оно располагалось на Днепре между островом Хортица и плотиной Днепрогэс на острове Средний Столб, входящем в островную группу Три Столба. По ошибке название культуре было дано по соседним скалам Два Стога.

## Возникновение
Археологи XX века полагали, что среднестоговская культура сложилась в регионе Приазовья-Днепра-Донца в первой половине 5 тысячелетия на основе нижнедонской и сурской культур. Д. Я. Телегин видел истоки среднестоговской культуры в неолитической сурской культуре: «Эти культуры сближает некоторая общность в формах посуды и технологии её изготовления — остродонность горшков, орнаментация их преимущественно в верхней трети прочерченным гребенчатым или ямочным орнаментом, наличие толчёных раковин в глиняном тесте и т. д. Как для сурской, так и для среднестоговской культур характерны высокое развитие костяной индустрии, общность приёмов обработки рога и одинаковые типы орудий труда из этого материала — мотыги, рыболовные крючки, тёсла и прочее. Но в Надпорожье — основном районе распространения сурской культуры — между периодом её существования и появлением первых памятников среднестоговской культуры заметен определённый хронологический разрыв, который характеризуется безраздельным господством здесь памятников среднего этапа днепро-донецкой культуры».
По данным археогенетики , среднестоговская культура возникла в результате миграции в первой половине V тыс. до н. э. населения из районов нижней Волги или Северного Кавказа. В отличие от хвалынско-бережновского населения, эта новая популяция несла также гены кавказских неолитических земледельцев (родственных жителям неолитического поселения Акнашен в Армении). Поэтому исходная точка миграции, давшей начало среднестоговской культуре, вероятно, находилась в юго-западной части кавказско-нижневолжского градиента, там, где нижневолжские мобильные скотоводы могли вступить в контакт с кавказскими неолитическими земледельцами. Переселенцы с востока, уже знакомые с навыками скотоводства, смешались в бассейнах рек Днепр и Дон с местными неолитическими охотниками-собирателями (днепро-донецкой и других культур), образовав т.н. «днепровский генетический градиент».  

## Связи с другими культурами

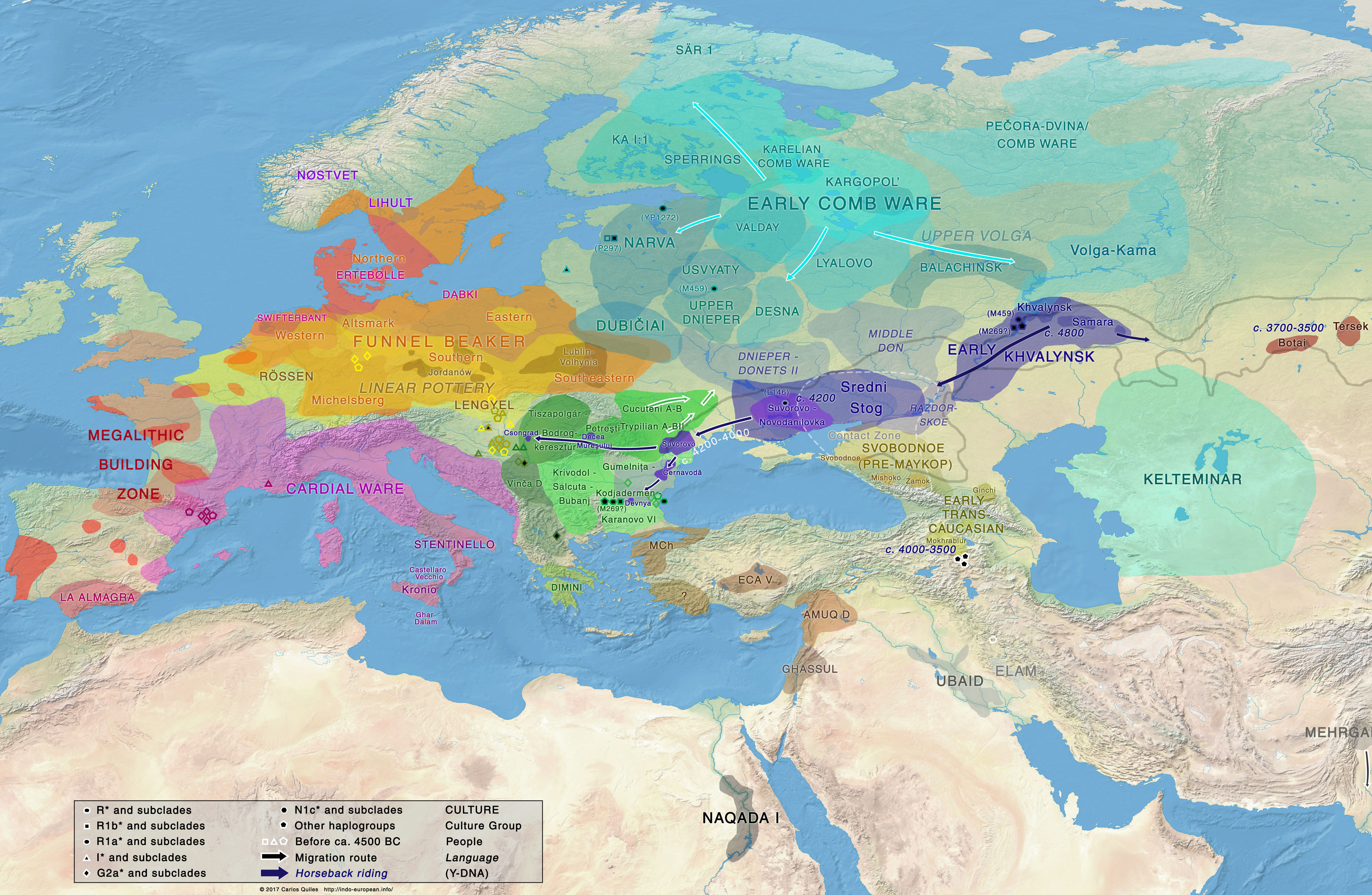
Неолитические миграции

Среднестоговские племена принимали участие в формировании древнеямной культуры. Перерастание позднесреднестоговской культуры в ямную культуру прослеживается не только при анализе керамики, а и при изучении хозяйства, похоронного обряда, антропологического и генетического состава населения и т. д. Не исключена возможность, что в период наибольшего проникновения на северо-запад среднестоговские племена внесли своеобразный импульс, который привел к появлению наиболее ранних образцов шнуровой керамики у местного населения лесостепного Правобережья, в частности круглодонных горшков типа Бурты-Зеленки в Каневском Поднепровье и Нижнем Поросье. Последующие миграции населения из ареала среднестоговской и древнеямной культур в эпоху ранней бронзы привели к сложению так называемых культур шнуровой керамики — среднеднепровской, подкарпатской, городско-здовбицкой, фатьяновской, злоцкой, саксонско-тюрингской, чешско-моравской .
Своеобразие керамики хвалынских и среднестоговских памятников вместе с некоторыми отличительными чертами погребального обряда и инвентаря говорит о принадлежности их к различным археологическим культурам. Вместе с тем, хвалынские и среднестоговские памятники имеют целый ряд близких черт, что свидетельствует об их хронологической и культурной близости и возможности объединения в крупную хвалынско-среднестоговскую историко-культурную общность Каспийско-Черноморской степи эпохи развитого энеолита. В 1980 году И. Б. Васильев сформулировал концепцию среднестоговско-хвалынской общности и её вхождения субстратным компонентом в древнеямную культурно-историческую общность.
Восточный ареал Балкано-карпатской металлургической провинции охватывает степные и лесостепные районы Северного Причерноморья и Среднего Поволжья, освоенные скотоводческими племенами новоданиловской (Суворово-Новоданиловка), среднестоговской и хвалынской культур..
Традиции среднестоговской культуры прослежены в дереивской культуре среднего энеолита.

## Датировка
Черных и Орловская (2004) отмечают, что известные 28 датировок памятников среднестоговской культуры довольно неоднородны. Радиокарбоновых определений здесь сравнительно немного, но диапазон вероятного бытования культуры — даже при исчислении его в рамках одной сигмы (68.2 %) — чрезвычайно широк: 5300-3300 гг. до н. э. Этот двухтысячелетний отрезок времени расчленяется на три фактически изолированных друг от друга периода: 5300-4900, 4500-3900 и 3800-3300 гг. до н. э. Древнейший период синхронизируется с ранней («дометаллической») фазой днепро-донецкой культуры. Второй период одновременен классической фазе производящих очагов Балкано-Карпатской провинции, откуда и попадал металл среднестоговскому населению. Третий период по абсолютному возрасту весьма близок трипольской культуре С1.
Телегин (2012) датировал культуру серединой IV — серединой III тысячелетий до н. э.
Котова (2016) по калиброванным радиоуглеродным датам датирует культуру концом VI — серединой V тысячелетий до н. э.
Никитин (2024) датирует культуру серединой V — серединой IV тысячелетий до н. э.

## Хозяйство
Среднестоговцы были земледельцами и скотоводами. Они держали овец, коз, свиней, собак, лошадей. Охотились на оленя, косулю, кабана, лося, выдру, волка, лису, бобра, дикого осла. Выращивали пшеницу двузернянку, ячмень, просо, горох. Находки роговых мотыг, зернотёрок, терочников, пестов, каменных дисков также свидетельствуют о занятии населения среднестоговской культуры земледелием. Весьма вероятно, что занимались рыболовством.
У лошадей среднестоговской культуры выявлен генетический дрейф в направлении популяции домашних лошадей DOM2 (Семеновка, ок. 4185 г. до н. э.), как и у более раннего образца прикаспийской культуры из Орошаемое (Саратовская область, ок. 4500 г. до н. э). Это может свидетельствовать о начале процесса доместикации, и о первых шагах в целенаправленной селекции. В селениях 4200—4000 гг. до н. э. (Суворовская, Средний Стог II, Дереивка) среди костей прочих животных найдено сравнительно высокое количество останков лошадей — 12—52 %.

## Погребальный обряд
Грунтовые и подкурганные погребения в ямах, в том числе с каменными конструкциями, с деревянным перекрытием. Трупоположения скорчены на спине, реже — на боку, головой на восток и север; использовали окрашивание охрой; трупосожжения единичны. Известны остатки тризн с разбитыми сосудами.

## Антропологический облик
В антропологическом отношении носители среднестоговской культуры представляли собой смешение двух расовых типов: неолитического населения Юга Украины со значительной долей южных европеоидов средиземноморского расового типа и поздних кроманьонцев северной ветви европеоидов. В неолите представителями этого кроманьонского типа на Востоке Украины были носители днепро-донецкой культуры.

## Палеогенетика
С точки зрения генетики носители среднестоговской культуры не образуют единую гомогенную популяцию, и могут разбиты на как минимум на 3 сегмента. Авторы  предлагают назвать эти сегменты введенного ими в научный оборот «днепровского генетического градиента»: «высокий», «средний» и «низкий». «Высокие» среднестоговцы получили 55% генов от нижневолжских скотоводов (Бережновка, Волгоградская область), 13% от кавказских неолитических земледельцев (Акнашен, Армения) и 32% от причерноморских охотников-собирателей (Голубая Криница, Воронежская область, VI тыс. до н. э.). «Средние» среднестоговцы – 28% от нижневолжских скотоводов, 17 % от кавказских неолитических земледельцев и 55% от причерноморских охотников-собирателей. «Низкие» среднестоговцы - 8% от нижневолжцев, 10% от кавказского неолита, 82% от причерноморских охотников-собирателей. Доля кавказской неолитической родословной у разных групп среднестоговцев меняется нелинейно, что, вероятно, значит, что в создании культуры принимали участие разные группы мигрантов с территории кавказско-нижневолжского генетического градиента. «Ямники» занимают особое место в этой классификации: у них доля одновременно нижневолжской и кавказской неолитической родословной – выше (соответственно, 57% и 20%), чем у самых «высоких» групп среднестоговцев. Предполагается, что ямники происходят от особой группы «высоких» среднестоговцев, которая получила дополнительный приток генов от обогащенной кавказской неолитической генетикой популяции типа Ремонтное (Ростовская область, рубеж V и IV тыс. до н. э.)..
Полногеномный анализ индивидуума Среднего Стога, датируемого 4320-4052 гг. до н. э., из археологического памятника Дериивка II в долине Среднего Днепра показал, что треть его генов произошла от местного неолитического населения долины Днепра, в то время как остальная их часть степного происхождения, связанного с ямной культурой.
Другой индивидуум энеолита (4049-3945 гг. до н. э.), несущий степное происхождение, потенциально из популяции Среднего Стога, был идентифицирован в трипольском поселении урочища Коломийцев Яр недалеко от Обухова в центральной Украине. На уровне всего генома индивидуум был близок к носителям ямной культуры из Украины и России, при этом не образуя с ними кладу. Авторы предположили, что его генетическая родословная произошла от протоямной популяции с примесью охотников-собирателей дунайских Железных Ворот.
У среднестоговцев выявлены y-хромосомные гаплогруппы I2a1b1a2, I2a1b1a2a2a, R1b1b (R-V88), I2a1b1a2a2a (I-L699), J2a1a1a2b1b (J-M319) (Кривянский, Ростовская область) . Гаплогруппа J2a характерна для кавказских охотников-собирателей, а наиболее ранние образцы I-L699 обнаружены в середине VI тыс. до н. э. у носителей днепро-донецкой культуры (Вовниги, Днепропетровская область) и в Мариупольском могильнике, впоследствии этот субклад выявлен у нижневолжского скотовода первой половины V тыс. до н. э. из могильника Бережновка в Волгоградской области. Образец I6561 из хутора Александрия Купянского района Харьковской области Украины (левый берег реки Оскол, скелет 5), у которого определена Y-хромосомная гаплогруппа R1a-Z93 и митохондриальная гаплогруппа H2a1a, ранее относимый к V-IV тыс. до н. э., в настоящее время датируется 2134-1950 гг. до н. э. и считается принадлежащим срубной культуре.

## Язык
Согласно курганной гипотезе Марии Гимбутас, среднестоговская культура была одним из этапов развития праиндоевропейской «курганной культуры».
По одной из версий, миграция части среднестоговского населения на Нижний Дунай (культуры Новоданиловка, Суворово, Чернавода) стала причиной отделения анатолийских языков от архаического праиндоевропейского (индо-анатолийского) языка, который некоторые лингвисты и археологи помещают в область культуры Среднего Стога.
Гус Кроонен с соавторами отмечает, что индо-анатолийский язык почти не имел лексики, связанной с земледелием. Она массово появляется в языке индоевропейского ядра лишь после отделения анатолийцев. По мнению исследователей, это свидетельствует в пользу прародины индоевропейского ядра в Поднепровье, в западной части ямной культуры, тогда как индо-анатолийской стадии соответствует среднестоговская культура. Они также утверждают, что эти новые данные противоречат гипотезе о более раннем происхождении праиндоевропейского языка среди сельскохозяйственных обществ к югу от Кавказа. Авторы считают, что предложенный сценарий может объяснить разницу в частотах отцовских гаплогрупп между ямниками (чаще R1b) и шнуровиками (чаще R1a), в то время как обе популяции имеют схожее аутосомное ДНК-происхождение.
В публикации 2025 г. «Генетические истоки индоевропейцев» Лаборатории популяционной генетики Гарвардской медицинской школы в качестве ранней индоевропейской (индо-хеттской) общности рассматривается популяция нижневолжских скотоводов начала V тыс. до н. э. Обобщая исследования археологов, генетиков и лингвистов, авторы делают вывод, что носители родственных археологических культур: хвалынско-бережновской, среднестоговской, суворово-новоданиловской, усатовской, чернавода говорили на ранних индоевропейских (индо-хеттских) диалектах до выделения анатолийской ветви. При этом поздняя среднестоговская и происходящая от нее ямная культура являются предковыми для всех групп индоевропейской языковой семьи, за исключением анатолийской.